# Бад'ярово
Бад'я́рово (рос. Бадьярово) — присілок у складі Шарканського району Удмуртії, Росія.

## Населення
Населення — 132 особи (2010; 153 у 2002).
Національний склад станом на 2002:
- удмурти — 93 %

## Урбаноніми[3]
- вулиці — Джерельна